# Дональд Рейфілд
Дональд Рейфілд (нар.. 1942, Оксфорд) професор  грузинської літератури в Лондонському університеті королеви Марії. Автор книг з історії грузинської літератури, історії Грузії та впливу на неї Йосипа Сталіна з його таємною поліцією. Також займався літературою Російської імперії і викладав московську мову. Перекладач грузинських та російських поетів та прозаїків.

## Біографія
У 1952—1959 роках навчався у Далицькому коледжі.
Закінчив Коледж Магдалини Кембридзького університету (бакалавр гуманітарних наук, 1963).1978 року здобув звання доктора філософії в Кембридзькому університеті.
У 1964-1967 роках викладач російської мови в Квінслендському університеті.
З 1991 професор російської літератури коледжу Королеви Марії Лондонського університету, з 2005 емерит.
У 1985 році присвятив свою наукову статтю «Сталін як поет» поетичній творчості юного Йосипа Сталіна, для якої зробив переклад його шести віршів.
Почесний професор російської та грузинської мов Лондонського університету. Рейфілд написав кілька книг, присвячених російським письменникам та інтелектуалам, у тому числі біографію Антона Чехова, а також книги, присвячені профілям радянських спецслужб.
Він був головним редактором двотомного Великого грузинсько-англійського словника, виданого в 2006 році. Він перекладав грузинську та російську літературу англійською мовою, зокрема: Жертвоприношення царя Дмитра Іллі Чавчавадзе та Мертві душі Миколи Гоголя.
11 березня 2025 року, під час Лондонського книжкового ярмарку, Дональд Рейфілд відмовився від премії «Подяка» від Дому письменників Сакартвело, висловивши своє невдоволення політичною ситуацією в країні та діями керівної партії «Грузинська мрія»: 
«Я дізнався, що цю нагороду мені мала вручати Кетеван Думбадзе, колишня парламентарка від «Грузинської мрії», яка голосувала за «російський закон» і підтримувала всі репресії «Грузинської мрії», за згодою Теа Цулукіані, яка, бувши спочатку міністеркою юстиції, а згодом міністеркою культури, перетворила суди Сакартвело на інструмент політичних репресій, а також замінила авторитетних фахівців у бібліотеках, музеях, галереях, архівах та інших культурних установах на некомпетентних і непопулярних політичних діячів і їхніх родичів… Після цього я вже знав, що мушу відмовитися від цієї нагороди»
За словами Ґванци Джобави, виступ Рейфілда став кульмінацією протестів із Сакартвело під час Лондонського книжкового ярмарку.
З 1963 року одружений з Розалінд Мур (Rosalind Moore), має троє дітей.
Володіє російською та грузинською мовами.